# Wenceslas de Traux de Wardin
Wenceslas Jacques Celestin Pierre de Trax de Wardin (Wenen, 25 april 1800 - Bergen, 6 augustus 1850) was een Belgisch edelman.

## Geschiedenis
In 1803 verleende keizer Frans II de titel baron van het Heilige Roomse Rijk aan Pierre-Joseph de Traux de Wardin, heer van Biedermansdorf, getrouwd met barones Sophie de Hora Oczellowitz.

## Wenceslas de Traux de Wardin
- Wenceslas Jacques Celestin Pierre de Traux de Wardin, zoon van Pierre-Joseph (hierboven), werd majoor in het Oostenrijkse leger. In 1829 werd hij genaturaliseerd binnen het Verenigd Koninkrijk der Nederlanden en in 1830 koos hij voor de Belgische Revolutie. In 1843 trouwde hij in Opgeldenaken met gravin Octavie de Glymes de Hollebecque (1816-1880). In 1845 werd hij erkend in de Belgische erfelijke adel met de titel baron, overdraagbaar op alle afstammelingen.
  - Gaston de Traux de Wardin (1844-1919), burgemeester van Opgeldenaken, trouwde in 1883 met Louise van de Woestyne (1860-1937), dochter van Théophile van de Woestyne, senator en burgemeester van Herzele, en van gravin Martie-Frédérique de Liedekerke.
    - Henri de Traux de Wardin (1884-1969), burgemeester van Opgeldenaken, buitengewoon gezant en gevolmachtigd minister, secretaris van koningin Elisabeth, trouwde in 1910 in Zwijnaarde met barones della Faille d'Huysse van den Hecke de Lembeke (1889-1953). Met afstammelingen tot heden.